# Atlantis (Florida)
Atlantis ist eine Stadt im Palm Beach County im US-Bundesstaat Florida. Das U.S. Census Bureau hat bei der Volkszählung 2020 eine Einwohnerzahl von 2.142 ermittelt.

## Geographie
Atlantis befindet sich etwa 15 km südlich von West Palm Beach. Die Stadt wird von den Florida State Roads 807, 809 und 812 tangiert. Wenige Kilometer östlich führt die Interstate 95 an Atlantis vorbei. In direkter Nachbarschaft liegt auch der Palm Beach County Park Airport.

### Klima
Das Klima ist mild und warm, mit einem leichten stetigen Wind von See. Statistisch regnet es in den Sommermonaten an durchschnittlich 40 % der Tage, wenn auch nur kurzfristig. Die höchsten Temperaturen sind im Mai bis Oktober, mit bis zu 33 °C. Die kältesten Monate von Dezember bis Februar mit durchschnittlich nur 12 °C. Schneefall ist in der Region nahezu unbekannt.

## Demographische Daten
Laut der Volkszählung 2010 verteilten sich die damaligen 2005 Einwohner auf 1232 Haushalte. Die Bevölkerungsdichte lag bei 572,9 Einw./km². 95,3 % der Bevölkerung bezeichneten sich als Weiße, 1,3 % als Afroamerikaner und 2,4 % als Asian Americans. 0,3 % gaben die Angehörigkeit zu einer anderen Ethnie und 0,7 % zu mehreren Ethnien an. 7,4 % der Bevölkerung bestand aus Hispanics oder Latinos.
Im Jahr 2010 lebten in 14,1 % aller Haushalte Kinder unter 18 Jahren sowie 62,6 % aller Haushalte Personen mit mindestens 65 Jahren. 62,8 % der Haushalte waren Familienhaushalte (bestehend aus verheirateten Paaren mit oder ohne Nachkommen bzw. einem Elternteil mit Nachkomme). Die durchschnittliche Größe eines Haushalts lag bei 2,02 Personen und die durchschnittliche Familiengröße bei 2,50 Personen.
13,0 % der Bevölkerung waren jünger als 20 Jahre, 8,7 % waren 20 bis 39 Jahre alt, 23,5 % waren 40 bis 59 Jahre alt und 54,7 % waren mindestens 60 Jahre alt. Das mittlere Alter betrug 63 Jahre. 45,9 % der Bevölkerung waren männlich und 54,1 % weiblich.
Das durchschnittliche Jahreseinkommen lag bei 91.169 $, dabei lebten 3,8 % der Bevölkerung unter der Armutsgrenze.
Im Jahr 2000 war Englisch die Muttersprache von 97,94 % der Bevölkerung und spanisch sprachen 2,05 %.

## Parks und Sportmöglichkeiten
Es gibt ein breites Angebot von 17 verschiedenen Stadtparks sowie mehrere sportliche Einrichtungen sowie Spielwiesen und Möglichkeiten zum Camping. An Sportmöglichkeiten werden Softball, Baseball, Football, Basketball, Soccer und Schwimmen angeboten.

## Kriminalität
Die Kriminalitätsrate lag im Jahr 2010 mit 126 Punkten (US-Durchschnitt: 266 Punkte) im niedrigen Bereich. Es gab drei Raubüberfälle, acht Körperverletzungen, sieben Einbrüche und einen Autodiebstahl.